# Dish Network
DISH Network – druga co do wielkości amerykańska platforma cyfrowa, działająca od marca 1996 r. Platforma powstała jako usługa firmy EchoStar, a obecnie jest samodzielną spółką giełdową notowaną na NASDAQ. Jej głównymi konkurentami są sieci kablowe i największa platforma satelitarna DirecTV. Jej dekodery współpracują z Google TV. Abonament jest dostępny tylko dla mieszkańców USA (włącznie z Alaską, Hawajami i Portoryko).
DISH Network w maju 2012 roku transmitował następujące stacje polskojęzyczne: Baby TV Polish, iTVN, Polsat 2, Religia Television oraz TVN 24. Polski pakiet zawierał również kanały Euronews (z dźwiękiem w językach angielskim i portugalskim) i Kino Europa.
Telewizja Kino Polska ogłosiła 21 marca 2012 roku, że podpisała porozumienie z DISH Network o emisji na terytorium USA nowego programu Kino Polska International i retransmisji z opóźnieniem programu Kino Polska Muzyka. Od 8 lipca 2020 dostępny jest kanał TVP Info.

## Skład polskiego pakietu
- Polsat 1
- Polsat News
- TVP Info
- iTVN
- iTVN Extra
- TVN24 International
- Kino Polska International
- Kino Polska Muzyka International
- Baby TV
- TV Sport
- Eurochannel
- Euronews